# Dicranota cinerascens
Dicranota (Paradicranota) cinerascens là một loài ruồi trong họ Pediciidae. Chúng phân bố ở vùng sinh thái Palearctic.